# غوبرنيه تولا
غوبرنيه تولا (بالروسية: Тульская губерния) هي محافظة إدارية ضمن الإمبراطورية الروسية كانت تقع في جنوب غوبرنيه موسكو، تواجدت في الفترة من سنة 1796 إلى سنة 1929م.